# Église de l'Annonciation de Krnješevci
Pour les articles homonymes, voir Église de l'Annonciation.
L'église de l'Annonciation de Krnješevci (en serbe cyrillique : Црква Благовести у Крњешевцима ; en serbe latin : Crkva Blagovesti u Krnješevcima) est une église orthodoxe serbe située à Krnješevci, dans la province de Voïvodine, dans le district de Syrmie et dans la municipalité de Stara Pazova en Serbie. Elle est inscrite sur la liste des monuments culturels de grande importance de la république de Serbie (identifiant no SK 1339).

## Présentation
L'église de l'Annonciation a été construite en 1822 dans un style néo-classique. Elle est constituée d'une nef unique prolongée par une abside demi-circulaire ; la façade occidentale est dominée par un clocher à deux étages. Sur le plan horizontal, les façades sont rythmées par des plinthes et par une corniche courant en-dessous du toit ; verticalement, des pilastres à chapiteaux simplifiés encadrent des niches et des ouvertures.
À l'intérieur, la nef est dotée de voûtes en berceau. L'iconostase, de style classique, a été sculptée par Maksim Lazarević entre 1837 et 1839 ; elle a été peinte en 1846 par Petar Čortanović, qui a également réalisé la décoration des trônes.
Des travaux de conservation et de restauration ont été effectués sur l'église en 1983.